# Morebilus fumosus
Espèce
Synonymes
- Hemicloea fumosa L. Koch, 1876
- Hemicloea cineracea L. Koch, 1876

Morebilus fumosus est une espèce d'araignées aranéomorphes de la famille des Trachycosmidae.

## Distribution
Cette espèce est endémique du Queensland en Australie. Elle se rencontre de Girraween à Kuranda.

## Description
Le mâle décrit par Platnick en 2002 mesure 11 mm et la femelle 15 mm.

## Systématique et taxinomie
Cette espèce a été décrite sous le protonyme Hemicloea fumosa par L. Koch en 1876. Elle est placée dans le genre Morebilus par Platnick en 2002.
Hemicloea cineracea a été placée en synonymie par Platnick en 2002.

## Publication originale
- L. Koch, 1876 : Die Arachniden Australiens. Nürnberg, vol. 1, p. 741-888 (texte intégral).